# Campionat del món de ciclisme en pista de 1962
El Campionat Mundial de Ciclisme en Pista de 1962 es va celebrar a Milà (Itàlia) del 24 al 28 d'agost de 1962. Les competicions es van celebrar al Velòdrom Maspes-Vigorelli de Milà. En total es va competir en 9 disciplines, 7 de masculines i 2 de femenines.

## Resultats

### Masculí

#### Professional
| Prova                 | Or                          | Argent                   | Bronze                     |
| Velocitat individual  | Antonio Maspes · Itàlia     | Sante Gaiardoni · Itàlia | Oscar Plattner · Suïssa    |
| Persecució individual | Henk Nijdam · Països Baixos | Leandro Faggin · Itàlia  | Peter Post · Països Baixos |
| Darrere moto          | Guillem Timoner · Espanya   | Paul Depaepe · Bèlgica   | Leo Wickihalder · Suïssa   |

#### Amateur
| Prova                 | Or                                                                  | Argent                                                                       | Bronze                                                                                  |
| Velocitat individual  | Sergio Bianchetto · Itàlia                                          | Giuseppe Beghetto · Itàlia                                                   | Pierre Trentin · França                                                                 |
| Persecució individual | Kaj Erik Jensen · Dinamarca                                         | Herman Van Loo · Bèlgica                                                     | Jaap Oudkerk · Països Baixos                                                            |
| Persecució per equips | RFA · Lothar Claesges · Ehrenfried Rudolph · Bernd Rohr · Klaus May | Dinamarca · Deut Hansen · Preben Isaksson · Kaj Erik Jensen · Kurt Vid-Stein | Unió Soviètica · Stanislav Moskvin · Viktor Romanov · Arnold Belgardt · Leonid Kolumbet |
| Darrere moto          | Romain De Loof · Bèlgica                                            | Hans Lauppi · Suïssa                                                         | Christian Giscos · França                                                               |

### Femení
| Prova                 | Or                                  | Argent                               | Bronze                              |
| Velocitat individual  | Valentina Savina · Unió Soviètica · | Irina Kiritchenko · Unió Soviètica · | Jean Dunn · Regne Unit              |
| Persecució individual | Beryl Burton · Regne Unit ·         | Yvonne Reynders · Bèlgica ·          | Lidiya Tikhomirova · Unió Soviètica |

## Medaller
| Pos. | País           | Or | Plata | Bronze | Total |
| 1    | Itàlia         | 2  | 3     | 0      | 5     |
| 2    | Bèlgica        | 1  | 3     | 0      | 4     |
| 3    | Unió Soviètica | 1  | 1     | 2      | 4     |
| 4    | Dinamarca      | 1  | 1     | 0      | 2     |
| 5    | Països Baixos  | 1  | 0     | 2      | 3     |
| 6    | Regne Unit     | 1  | 0     | 1      | 2     |
| 7    | Espanya        | 1  | 0     | 0      | 1     |
| 7    | RFA            | 1  | 0     | 0      | 1     |
| 9    | Suïssa         | 0  | 1     | 2      | 3     |
| 10   | França         | 0  | 0     | 2      | 2     |
|      | TOTAL          | 9  | 9     | 9      | 27    |